# Yvias
Yvias är en kommun i departementet Côtes-d'Armor i regionen Bretagne i nordvästra Frankrike. Kommunen ligger i kantonen Paimpol som tillhör arrondissementet Saint-Brieuc. År 2022 hade Yvias 770 invånare.

## Befolkningsutveckling
Antalet invånare i kommunen Yvias
Referens:INSEE